# Công nghệ sinh học nano

Ribosome là một bộ máy sinh học

Công nghệ sinh học nano, nanobiotechnology, bionanotechnology, hay sinh học nano đều là những thuật ngữ đề cập đến nơi giao nhau của công nghệ nano và sinh học. Dù rằng đây là một chủ đề chỉ mới xuất hiện gần đây, nhưng các thuật ngữ như công nghệ sinh học nano và nanobiotechnology đã phủ kín các mảng công nghệ khác nhau có liên quan.
Phân ngành này giúp cho thấy sự hợp nhất của nghiên cứu sinh học với nhiều lĩnh vực công nghệ nano khác nhau. Các khái niệm được tăng cường thông qua sinh học nano có thể kể đến: thiết bị nano (chẳng hạn như máy sinh học), hạt nano, và những hiện tượng cấp độ nano xảy ra trong những ngành của công nghệ nano. Sự tiếp cận của kỹ thuật đến với sinh học này cho phép các nhà khoa học có thể tưởng tượng và tạo ra các hệ thống có thể được sử dụng cho nghiên cứu sinh học. Công nghệ sinh học nano sử dụng các hệ thống sinh học như là nguồn cảm hứng cho các công nghệ mà hiện tại chưa được tạo ra. Tuy nhiên, cũng giống như với công nghệ nano và công nghệ sinh học, công nghệ sinh học nano còn có nhiều vấn đề đạo đức liên quan và cần được làm rõ.
Các mục tiêu quan trọng nhất thường thấy trong sinh học nano liên quan đến việc áp dụng các công cụ nano cho các vấn đề y tế/sinh học có liên quan và hoàn thiện các chương trình này. Phát triển các công cụ mới, chẳng hạn như peptoid nanosheet, cho mục đích y tế và sinh học là một mục tiêu chính trong công nghệ nano. Các dụng cụ nano mới thường được thực hiện bằng cách tinh chỉnh, hoàn thiện các chương trình của các dụng cụ nano đã được sử dụng. Hình ảnh của các phân tử sinh học tự nhiên, màng sinh học và các mô cũng là một chủ đề chính cho các nhà nghiên cứu nano. Các chủ đề khác liên quan đến sinh học nano bao gồm việc sử dụng các cảm biến mảng cantilever và ứng dụng ánh sáng nano để điều khiển các quá trình phân tử trong các tế bào sống.
Gần đây, việc sử dụng vi sinh vật để tổng hợp các hạt nano chức năng đã trở thành mối quan tâm rất lớn. Vi sinh vật có thể thay đổi trạng thái oxy hóa của kim loại. Các quá trình vi sinh này đã mở ra những cơ hội mới để chúng ta khám phá các ứng dụng mới, ví dụ, sinh tổng hợp vật liệu nano kim loại. Trái ngược với các phương pháp hóa học và vật lý, quá trình vi sinh để tổng hợp vật liệu nano có thể được thực hiện trong môi trường nước khá nhẹ nhàng và thân thiện với môi trường. Cách tiếp cận này đã trở thành mối quan tâm hấp dẫn trong nghiên cứu công nghệ sinh học xanh hiện nay hướng tới phát triển bền vững.